# القنوات الرياضية السعودية
القنوات الرياضية السعودية (بالإنجليزية: KSA SPORTS) هي مجموعة قنوات رياضية سعودية مجانية تعنى بنقل المسابقات المحلية وأهمها دوري الدرجة الاولى ودوري الدرجة الثانية وسباقات الهجن والخيل، نقلت القنوات الدوري المحترفين السعودي من 2017 إلى 2021 بشكل مجاني حتى خسرت الحقوق لصالح قنوات اس اس سي.

## ترددات القناة
تنقل الرياضية السعودية قنواتها على قمر عرب سات ونايل سات على الترددات التالية:
| القمر الصناعي | التردد      | الاستقطاب      | معدل الرمز | التصحيح | القناة                 |
| ------------- | ----------- | -------------- | ---------- | ------- | ---------------------- |
| نايل سات      | 12284 12149 | عمودي v أفقي H | 27500      | 5/6     | السعودية الرياضية 1 و2 |
| عرب سات       | 12149 12015 | أفقي H عمودي V | 27500      | 5/6     |                        |
| ياه سات       | 12418 11746 | عمودي V أفقي H | 27500      | 5/6 8/9 |                        |

## المسابقات التي تنقلها القناة حالياً
- دوري الدرجة الأولى السعودي.
- مهرجان الملك عبد العزيز للإبل.
- كأس ولي العهد السعودي (سباق خيل).
- كأس العرب للأندية الأبطال (الدور التمهيدي الثاني).
- بطولات الفئات السنية السعودية لكرة القدم.
- مهرجان الأمير سلطان العالمي للجواد العربي.
- ألعاب الإلكترونية.
- البطولة الرمضانية.
- كأس الكونكاكاف الذهبية 2025.[1]

## معلقو القناة
- محمد البخيتان
- عائد العصيمي
- محمد النعمي
- راشد الدوسري (معلق)
- يوسف السلطان
- علي الربيع
- عبد العزيز هوساوي
- مشاري القرني
- محمد غازي صدقة

## محللون
استقطبت القنوات الرياضية السعودية عدد كبير من المحللين الرياضيين، ومنهم لاعبين سابقين معروفين على الصعيد السعودي أو العربي، كما يوجد مدربين معروفين، وأبرز هؤلاء هم:
| - يوسف خميس. - تركي السلطان. - سلطان البرقان. - خالد بدرة. - طارق التائب. - عبدالله الواكد. - عيسى المحياني. - فؤاد أنور. | - حمزة إدريس. - عبد الرزاق أبو داود. - حمود السلوة. - عادل البطي. - صالح الحمادي. - زكي الصالح. - محمد نور. - يوسف الثنيان. خالد الشنيف. |

## مراسلو القناة
| - بدر رافع. - عمار باحكيم. - رياض المزهر. - نايف مشهور. - عبدالله العضيبي. | - عبدالرحمن الدحيم. - فيصل الملوقي. - سمير الصوفي. - بدر العثمان. - عبدالعزيز المجاهد. |

## مقدمو البرامج
| - فهد المساعد - بندر الشهري. - بدر الفرهود. |

## مصدر
1. ↑  "Where to Watch" (بالإنجليزية الأمريكية). Retrieved 2025-06-25.

## وصلات خارجية
- موقع القناة الرسمي.
- ترددات القنوات